# Canton d'Huriel
Le canton d'Huriel est une circonscription électorale française située dans le département de l'Allier et la région Auvergne-Rhône-Alpes.
À la suite du redécoupage cantonal de 2014, les limites territoriales du canton sont remaniées. Le nombre de communes du canton passe de 14 à 31, puis, ultérieurement à 29.

## Géographie
Ce canton est organisé autour de Huriel dans l'arrondissement de Montluçon. Son altitude varie de 193 m (Saint-Désiré) à 567 m (Archignat) pour une altitude moyenne de 364 m.

## Histoire
Le périmètre du canton a été modifié en 2015 à la suite du redécoupage des cantons de 2014 :
- toutes les communes restent dans le canton d'Huriel ;
- s'ajoutent les communes de : Audes, Bizeneuille, Le Brethon, Cosne-d'Allier, Estivareilles, Givarlais, Hérisson, Louroux-Bourbonnais, Louroux-Hodement, Maillet, Nassigny, Reugny, Saint-Caprais, Sauvagny, Tortezais, Vallon-en-Sully et Venas.

Le 1er janvier 2016, les communes de Givarlais, Louroux-Hodement et Maillet se sont regroupées pour constituer la commune nouvelle de Haut-Bocage.

## Représentation

### Conseillers départementaux depuis 2015
| Période élective | Période élective | Mandat | Mandat   | Identité             | Nuance | Nuance | Qualité |
| ---------------- | ---------------- | ------ | -------- | -------------------- | ------ | ------ | --- |
| 2015             | 2021             | 2015   | 2021     | Séverine Fenouillet  |        | PCF    | Comptable Maire de Cosne-d'Allier (2012-2014) puis conseillère municipale depuis 2014                                                 |
| 2015             | 2021             | 2015   | 2021     | Michel Tabutin       |        | PCF    | Instituteur retraité Maire apparenté PCF de Chazemais (1983-2020) Président de la communauté de communes du Pays d'Huriel (2001-2020) |
| 2021             | 2028             | 2021   | en cours | Stéphane Abranowitch |        | DVD    | Dirigeant d'entreprise, maire d'Huriel                                                                                                |
| 2021             | 2028             | 2021   | en cours | Marie Carré          |        | DVD    | Professeure dans l'enseignement secondaire Maire de Cosne-d'Allier                                                                    |

#### Élections de mars 2015
À l'issue du premier tour des élections départementales de 2015, trois binômes sont en ballottage : Séverine Fenouillet et Michel Tabutin (PCF, 33,94 %), Pascal Courty et Valérie Peregrin (FN, 26,77 %) et Eric Bochef et Marie Carré (DVD, 25,79 %). Le taux de participation est de 56,03 % (7 154 votants sur 12 769 inscrits) contre 53,8 % au niveau départemental et 50,17 % au niveau national.
Au second tour, Séverine Fenouillet et Michel Tabutin (PCF) sont élus avec 46,37 % des suffrages exprimés et un taux de participation de 58,33 % (3 283 voix pour 7 447 votants et 12 766 inscrits).

#### Élections de juin 2021
Le premier tour des élections départementales de 2021 est marqué par un très faible taux de participation (33,26 % au niveau national). Dans le canton d'Huriel, ce taux de participation est de 38,05 % (4 753 votants sur 12 490 inscrits) contre 36,56 % au niveau départemental. À l'issue de ce premier tour, deux binômes sont en ballottage : Stéphane Abranowitch et Marie Carré (DVD, 61,21 %) et Grégory Anglio et Séverine Fenouillet (Union à gauche avec des écologistes, 38,79 %).
Le second tour des élections est marqué une nouvelle fois par une abstention massive équivalente au premier tour. Les taux de participation sont de 34,3 % au niveau national, 37,8 % dans le département et 38,54 % dans le canton d'Huriel. Stéphane Abranowitch et Marie Carré (DVD) sont élus avec 63,32 % des suffrages exprimés (2 861 voix pour 4 815 votants et 12 492 inscrits),,.

### Conseillers généraux de 1833 à 2015
| Période          | Période          | Identité                             | Étiquette           | Qualité |
| ---------------- | ---------------- | ------------------------------------ | ------------------- | --- |
| 1833             | 1842 (décès)     | André Meillet                        |                     | Juge de paix à Huriel |
| 1842             | 1848             | Jean Jaladon de La Barre (1794-1870) |                     | Capitaine adjudant de la garde de Montluçon Maire de Montluçon (1835-1848), conseiller d'arrondissement                  |
| 1848             | 1852 (démission) | Michel Sartin                        | Montagne            | Ancien sous-commissaire à Montluçon Avocat, député (1849-1851) Ancien conseiller d'arrondissement du canton de Montluçon |
| 1852             | 1867             | Jean Jaladon de La Barre             |                     | Propriétaire Conseiller municipal de Montluçon                                                                           |
| 1867             | 1877             | Édouard Fould                        | Majorité dynastique | Député (1863-1868), Maire de Lurcy-Lévis                                                                                 |
| 1877             | 1895 (décès)     | Henri Chantemille (1816-1895) (aîné) | Républicain         | Propriétaire - Maire de Mesples                                                                                          |
| 1895             | 1919             | Étienne Lamoureux                    | Rad.                | Négociant - Maire de Viplaix Député (1910-1914)                                                                          |
| 1919             | 1937             | Edmond Rullion (1879-1938)           | SFIO                | Vétérinaire à Montluçon Maire de Treignat                                                                                |
| 1937             | 1940             | Alexandre Sarciron (1877-1964)       | SFIO                | Cultivateur et vigneron Maire de La Chapelaude                                                                           |
|                  |                  |                                      |                     | |
| 1942             | 1945             | Louis Verneiges (1896-1954)          |                     | Pharmacien Maire d'Huriel Nommé conseiller départemental en 1942 Président du Conseil départemental (1942-1945)          |
|                  |                  |                                      |                     | |
| 1945             | 1965 (décès)     | Henri Dubouchet (1900-1965)          | SFIO puis SI        | Négociant en charbons puis entrepreneur de battages Maire de Saint-Sauvier (1947-1953)                                   |
| 1965             | 1969 (décès)     | Stéphane Tournemolle                 | SFIO                | Commerçant Maire de Treignat                                                                                             |
| 16 novembre 1969 | 1976             | André Godard                         | SE puis MDSF        | Docteur en médecine Maire de Treignat                                                                                    |
| 1976             | 1994             | Camille Émery                        | PS                  | Retraité SNCF à Huriel                                                                                                   |
| 1994             | 2015             | Michel Tabutin                       | PCF                 | Instituteur Maire de Chazemais (1983-2020) Vice-président du conseil général                                             |

### Conseillers d'arrondissement (de 1833 à 1940)
Le canton d'Huriel avait deux conseillers d'arrondissement jusqu'en 1848.
| Période                                  | Période      | Identité                          | Étiquette           | Qualité |
| ---------------------------------------- | ------------ | --------------------------------- | ------------------- | --- |
| 1833                                     | 1842         | Jacques Guérin                    |                     | Maire d'Huriel                                                                                              |
| 1833                                     | 1842         | Jean Jaladon de La Barre          |                     | Maire de Montluçon (1835-1848)                                                                              |
| 1842                                     | 1847 (décès) | Pierre Cornereau                  |                     | Juge de paix à Huriel                                                                                       |
| 1842                                     | 1846 (décès) | Joseph Paul Bellaigue (1804-1846) |                     | Notaire à Saint-Désiré                                                                                      |
| 1846                                     | 1848         | Victor Dubreuil                   |                     | Propriétaire à La Chapelaude                                                                                |
|                                          |              |                                   |                     | |
| 1874                                     | 1892         | Charles Philippon                 |                     | Docteur en médecine, maire d'Huriel                                                                         |
| 1892                                     | 1898         | Charles Sauvanet                  | Républicain         | Maire d'Huriel                                                                                              |
| 1898                                     | 1910         | Auguste Marsallon (1861-1934)     | Socialiste-SFIO     | Instituteur, propriétaire agriculteur, conseiller municipal puis maire de Saint-Palais (1904-1929)          |
| 1910                                     | 1919         | Louis-Lucien Jardon               | Républicain libéral | Docteur en médecine à Huriel, suppléant du juge de paix                                                     |
| 1919                                     | 1940         | Lucien Pradillon (1881-1945)      | SFIO                | Artisan maréchal-ferrant à Saint-Désiré                                                                     |
| 1940                                     |              |                                   |                     | Les conseils d'arrondissement ont été suspendus par la loi du 12 octobre 1940 et n'ont jamais été réactivés |
| Les données manquantes sont à compléter. |              |                                   |                     | |

Sources : Archives départementales de l'Allier, rubrique "Presse" - https://archives.allier.fr/archives-en-ligne/presse?arko_default_63e27309704a6--ficheFocus=

## Composition

### Composition depuis 2015
Le canton regroupe les vingt-neuf communes suivantes.
| Nom                            | Code Insee | Intercommunalité                          | Superficie (km2) | Population (dernière pop. légale) | Densité (hab./km2) | Modifier                                    |
| ------------------------------ | ---------- | ----------------------------------------- | ---------------- | --------------------------------- | ------------------ | ------------------------------------------- |
| Huriel (bureau centralisateur) | 03128      | CC du Pays d'Huriel                       | 34,92            | 2 568 (2022)                      | 74                 | modifier les données · modifier les données |
| Archignat                      | 03005      | CC du Pays d'Huriel                       | 24,35            | 336 (2022)                        | 14                 | modifier les données · modifier les données |
| Audes                          | 03010      | CC du Val de Cher                         | 28,26            | 408 (2022)                        | 14                 | modifier les données · modifier les données |
| Bizeneuille                    | 03031      | CC Commentry Montmarault Néris Communauté | 29,75            | 300 (2022)                        | 10                 | modifier les données · modifier les données |
| Le Brethon                     | 03041      | CC du Pays de Tronçais                    | 44,61            | 324 (2022)                        | 7,3                | modifier les données · modifier les données |
| Chambérat                      | 03051      | CC du Pays d'Huriel                       | 28,37            | 279 (2022)                        | 9,8                | modifier les données · modifier les données |
| La Chapelaude                  | 03055      | CC du Pays d'Huriel                       | 28,60            | 941 (2022)                        | 33                 | modifier les données · modifier les données |
| Chazemais                      | 03072      | CC du Pays d'Huriel                       | 29,10            | 504 (2022)                        | 17                 | modifier les données · modifier les données |
| Cosne-d'Allier                 | 03084      | CC Commentry Montmarault Néris Communauté | 25,29            | 2 013 (2022)                      | 80                 | modifier les données · modifier les données |
| Courçais                       | 03088      | CC du Pays d'Huriel                       | 26,51            | 309 (2022)                        | 12                 | modifier les données · modifier les données |
| Estivareilles                  | 03111      | CC du Val de Cher                         | 11,27            | 1 114 (2022)                      | 99                 | modifier les données · modifier les données |
| Haut-Bocage                    | 03158      | CC du Val de Cher                         | 70,64            | 850 (2022)                        | 12                 | modifier les données · modifier les données |
| Hérisson                       | 03127      | CC du Pays de Tronçais                    | 32,57            | 564 (2022)                        | 17                 | modifier les données · modifier les données |
| Louroux-Bourbonnais            | 03150      | CC du Bocage Bourbonnais                  | 33,02            | 206 (2022)                        | 6,2                | modifier les données · modifier les données |
| Mesples                        | 03172      | CC du Pays d'Huriel                       | 15,30            | 125 (2022)                        | 8,2                | modifier les données · modifier les données |
| Nassigny                       | 03193      | CC du Val de Cher                         | 18,32            | 195 (2022)                        | 11                 | modifier les données · modifier les données |
| Reugny                         | 03213      | CC du Val de Cher                         | 7,66             | 262 (2022)                        | 34                 | modifier les données · modifier les données |
| Saint-Caprais                  | 03222      | CC du Pays de Tronçais                    | 20,14            | 97 (2022)                         | 4,8                | modifier les données · modifier les données |
| Saint-Désiré                   | 03225      | CC du Pays d'Huriel                       | 41,89            | 429 (2022)                        | 10                 | modifier les données · modifier les données |
| Saint-Éloy-d'Allier            | 03228      | CC du Pays d'Huriel                       | 12,83            | 56 (2022)                         | 4,4                | modifier les données · modifier les données |
| Saint-Martinien                | 03246      | CC du Pays d'Huriel                       | 25,48            | 595 (2022)                        | 23                 | modifier les données · modifier les données |
| Saint-Palais                   | 03249      | CC du Pays d'Huriel                       | 20,30            | 157 (2022)                        | 7,7                | modifier les données · modifier les données |
| Saint-Sauvier                  | 03259      | CC du Pays d'Huriel                       | 31,47            | 324 (2022)                        | 10                 | modifier les données · modifier les données |
| Sauvagny                       | 03269      | CC Commentry Montmarault Néris Communauté | 19,41            | 83 (2022)                         | 4,3                | modifier les données · modifier les données |
| Tortezais                      | 03285      | CC Commentry Montmarault Néris Communauté | 24,11            | 175 (2022)                        | 7,3                | modifier les données · modifier les données |
| Treignat                       | 03288      | CC du Pays d'Huriel                       | 28,94            | 416 (2022)                        | 14                 | modifier les données · modifier les données |
| Vallon-en-Sully                | 03297      | CC du Val de Cher                         | 38,02            | 1 468 (2022)                      | 39                 | modifier les données · modifier les données |
| Venas                          | 03303      | CC Commentry Montmarault Néris Communauté | 32,15            | 224 (2022)                        | 7,0                | modifier les données · modifier les données |
| Viplaix                        | 03317      | CC du Pays d'Huriel                       | 30,40            | 293 (2022)                        | 9,6                | modifier les données · modifier les données |
| Canton d'Huriel                | 0307       |                                           | 813,68           | 15 615 (2022)                     | 19                 | modifier les données                        |

### Composition avant 2015
Le canton d'Huriel regroupait quatorze communes et comptait 7 682 habitants (population légale du recensement de 2012).
| Nom                 | Code Insee | Codepostal | Superficie (km2) | Population (dernière pop. légale) | Densité (hab./km2) |
| ------------------- | ---------- | ---------- | ---------------- | --------------------------------- | ------------------ |
| Huriel (chef-lieu)  | 03128      | 03380      | 34,92            | 2 663 (2012)                      | 76                 |
| Archignat           | 03005      | 03380      | 24,35            | 351 (2012)                        | 14                 |
| Chambérat           | 03051      | 03370      | 28,37            | 317 (2012)                        | 11                 |
| La Chapelaude       | 03055      | 03380      | 28,60            | 975 (2012)                        | 34                 |
| Chazemais           | 03072      | 03370      | 29,10            | 512 (2012)                        | 18                 |
| Courçais            | 03088      | 03370      | 26,51            | 341 (2012)                        | 13                 |
| Mesples             | 03172      | 03370      | 15,30            | 130 (2012)                        | 8,5                |
| Saint-Désiré        | 03225      | 03370      | 41,89            | 445 (2012)                        | 11                 |
| Saint-Éloy-d'Allier | 03228      | 03370      | 12,83            | 52 (2012)                         | 4,1                |
| Saint-Martinien     | 03246      | 03380      | 25,48            | 627 (2012)                        | 25                 |
| Saint-Palais        | 03249      | 03370      | 20,30            | 181 (2012)                        | 8,9                |
| Saint-Sauvier       | 03259      | 03370      | 31,47            | 351 (2012)                        | 11                 |
| Treignat            | 03288      | 03380      | 28,94            | 448 (2012)                        | 15                 |
| Viplaix             | 03317      | 03370      | 30,40            | 289 (2012)                        | 9,5                |

## Démographie

### Démographie depuis 2015
En 2022, le canton comptait 15 615 habitants, en évolution de −3,31 % par rapport à 2016 (Allier : −1,38 %, France hors Mayotte : +2,11 %).
| 2013   | 2018   | 2022   |
| ------ | ------ | ------ |
| 16 611 | 15 958 | 15 615 |

### Démographie avant 2015
| 1962  | 1968  | 1975  | 1982  | 1990  | 1999  | 2006  | 2011  | 2012  |
| ----- | ----- | ----- | ----- | ----- | ----- | ----- | ----- | ----- |
| 9 339 | 8 856 | 7 706 | 7 425 | 7 554 | 7 153 | 7 310 | 7 621 | 7 682 |